# Airbus A319

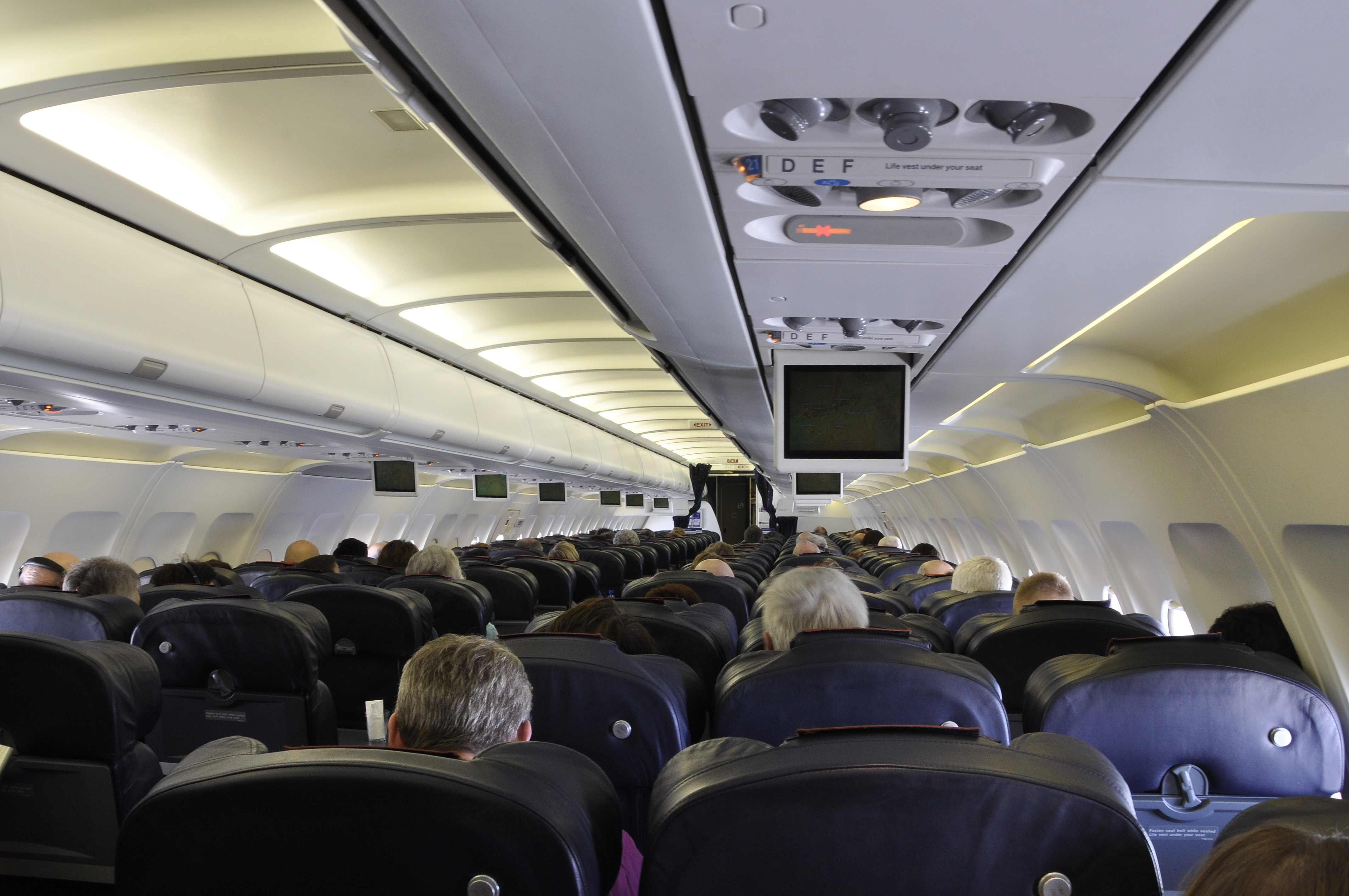
Interieur

De Airbus A319 is een vliegtuigtype uit de Airbus A320-familie van de Europese vliegtuigbouwer Airbus. Het is een verkorte versie van de Airbus A320.
Technologie en comfort zijn hetzelfde als van de grotere Airbus A320. In een versie met twee klassen kan de Airbus A319 tot 124 passagiers vervoeren. Bij een indeling met klassen van firstclass tot en met economyclass is er voor 110 personen plaats. In een toestel met alleen economy class passen 149 passagiers. Voor de lagekostenluchtvaartmaatschappijen werd een versie ontwikkeld die 156 passagiers kan bergen. Net als de A320 en de A321 heeft de Airbus A319 één gangpad en drie stoelen aan beide kanten. Het toestel heeft een vliegbereik tot ongeveer 6.850 kilometer.
Airbus biedt ook een Airbus Corporate Jet (kortweg Airbus A319 ACJ) versie aan van de Airbus A319. Deze biedt extra comfort en de cabine heeft een luxe-uitstraling. De Airbus A319 ACJ is bedoeld voor grote concerns, regeringen of rijke particulieren. Deze uitvoering heeft een veel groter vliegbereik dan de gewone versie: 4000 tot 9000 km. De Airbus A319 ACJ is het Europese antwoord op de Business Jet uitvoering van de Boeing 737. Net als de Boeing heeft de Airbus A319 ACJ extra kerosinetanks in de laadruimte.
Standaard heeft de A319 één nooduitgang boven elke vleugel, maar enkele luchtvaartmaatschappijen, zoals Air Berlin, Cebu Pacific Air en easyJet, bestelden een speciale versie van de A319 met boven elke vleugel twee uitgangen. Dit in verband met het feit ze meer passagiers vervoeren dan toegelaten is in de standaardversie.

## Gebruikers

### Grootste gebruikers
Op 20 december 2017 waren de grootste gebruikers van de Airbus A319:
- easyJet: 133
- US Airways: 93
- Delta Air Lines: 57

### België
Brussels Airlines heeft 15 Airbus A319's in haar vloot, waarvan er één het Star Alliance kleurenschema draagt.

## New Engine Option
Airbus heeft een gemoderniseerde versie van de A319, ook wel bekend als New Engine Option (neo).
Volgens Airbus zijn de nieuwe motoren aanzienlijk zuiniger dan zijn voorgangers en gebruiken ze tot 16% minder brandstof. Ook worden de toestellen uitgerust met zogenaamde sharklets. 
De A319neo maakte zijn eerste vlucht op 31 maart 2017, met CFM LEAP-motoren. De variant met Pratt & Whitney-motoren maakte zijn doopvlucht op 25 april 2019. Op 18 februari 2022 ontving China Southern Airlines de eerste van vier bestelde A319neo's met CFM LEAP-motoren.